# 石油労組連絡会
石油労組連絡会（せきゆろうそれんらくかい、略称：石油労組連（せきゆろうそれん））は、かつて存在した日本の産別労働組合である。なお、過去に存在していた略称が石油労組連絡会である石油産業労働組合連絡会とは全く別の団体である。

## 概要
中立労連加盟の全石油が同盟加盟の石油同盟と合流し、石油産別を両組織が加盟していた石油労連へと一本化するにあたって、この合流に反発した全石油加盟のゼネラル、昭和シェル、スタンダードの各労組により、石油三単組連絡会として結成された。なお、全石油と石油同盟の統合はこの三単組を排除する形で行われた。全ての加盟組合が名称に「全石油」を冠しているのはこの為である。全労協に加盟しているが、その中では珍しい総評に系譜を持たない組合である。また、平和運動では平和フォーラムに参加している。
2019年6月で解散した。なお、全石油ゼネラル石油労働組合は既に離脱していたとしている。

## 過去の加盟組合
- 全石油ゼネラル石油労働組合
- 全石油昭和シェル労働組合
- 全石油スタンダード石油労働組合